# 吉川由美
吉川 由美（よしかわ ゆみ、1967年（昭和42年）5月5日 - ）は、徳島県徳島市出身の歌手。血液型はA型。

## ディスコグラフィ

### シングル
1. 夢・旅人   （1986年）
（c/w）　背を向けないで
2. ロマンよ風になれ  （1988年）
（c/w）　風の歌が聞こえますか